# Santiago Lachivía
Santiago Lachivía är en ort i Mexiko.   Den ligger i kommunen San Carlos Yautepec och delstaten Oaxaca, i den sydöstra delen av landet, 500 km sydost om huvudstaden Mexico City. Santiago Lachivía ligger 2 054 meter över havet och antalet invånare är 940.
Terrängen runt Santiago Lachivía är varierad, och sluttar norrut. Runt Santiago Lachivía är det glesbefolkat, med 9 invånare per kvadratkilometer. Närmaste större samhälle är San Pedro Mixtepec, 13,3 km sydväst om Santiago Lachivía. I omgivningarna runt Santiago Lachivía växer i huvudsak blandskog.